# Rodolfo Celletti
Rodolfo Celletti, né à Rome le 13 juin 1917 et mort le 4 octobre 2004, est un musicologue italien. 

## Biographie
Rodolfo Celletti étudie les lettres et le droit avant de passer les années de guerre avec les résistants italiens dans les maquis de la péninsule. 
Docteur en droit, il enseigne et commence une carrière de musicologue et de critique musical. Il écrit dans Il tempo (Milan) et dans des revues spécialisées comme La scala, Discoteca, Musica e dischi, Epoca. À partir de 1955, il prend part à la rédaction de la monumentale Enciclopedia dello spettacolo avec plus de mille études sur les grands chanteurs du passé. Il collabore également à la rédaction de la Storia dell'opera (UTET, 6 volumes, Turin, 1977). Surtout, il publie l'Histoire du bel canto en 1986 (traduit et publié par les éditions Fayard en 1987) qui fait date et a été traduit en plusieurs langues : il expose les origines du bel canto en en retenant une définition stricte : le bel canto, marqué notamment par l'ornementation, vient directement du baroque et s'arrête avec Rossini. Cet ouvrage fait autorité à tel point qu'un Que-sais-je ? publié en 2000 a été jugé plagiaire et retiré de la vente.
Parallèlement à ces écrits sur l'opéra, il publie plusieurs romans.
Celletti prend des responsabilités dans plusieurs manifestations lyriques italiennes : il est conseiller artistique puis directeur du festival della Valle d'Itria à Martina Franca (Pouilles) de 1980 à 1993. Il programme des œuvres belcantistes méconnues, de Rossini à Mercadante, données avec un grand souci philologique de respect des œuvres originales. Il travaille en lien étroit avec Alberto Zedda et aide de nombreux chanteurs comme Martine Dupuy, Lella Cuberli, Mariella Devia, Mariana Nicolesco, Daniela Dessi ou Simone Alaimo. Il prend part à de nombreux jurys de concours de chant, notamment au concours Lauri Volpi de Peschiera. 
Celletti est mort le 4 octobre 2004 à 87 ans. En août 2005, le festival della Valle d'Itria joue le Requiem en do mineur de Cherubini en sa mémoire.
En 2010, le festival de Martina Franca a donné le nom de Rodolfo Celletti à l'Académie pour les jeunes chanteurs.

## Ouvrages

### Écrits sur l'opéra
- Le grandi voci: Dizionario critico, biografico dei cantanti, Istituto per la collaborazione culturale, 1964
- Il teatro d'opera in disco, Rizzoli, 1976.
- Storia del belcanto, Discanto, 1983 (traduction française 1987 Editions Fayard)
- Memorie d'un ascoltatore: Cronache musicali vere e immaginarie, Il Saggiatore, 1985.
- Il canto, Garzanti (Edizioni Speciali Vallardi), 1989
- Voce di tenore, IdeaLibri, 1989.  (ISBN 88-7082-127-7)
- Storia dell'opera italiana, Garzanti, 2000.  (ISBN 88-479-0024-7)
- La grana della voce: opere, direttori e cantanti, Baldini & Castoldi, 2000.  (ISBN 88-8089-781-0)

### Romans
- Viale Bianca Maria (1961; traduction française : À l'ombre de la Scala, Gallimard 1962)
- Gli squadriglieri, Bompiani, 1975
- Tu che le vanità, Rizzoli, 1981
- L'infermiera inglese, Giunti, 1995  (ISBN 88-09-20632-0)